# 上野美子
上野 美子（うえの よしこ、1939年 - ）は、日本の英文学者。旧・東京都立大学名誉教授。夫は上野俊一。
専門は、中世ロビン・フッド伝説、ウィリアム・シェイクスピア。

## 略歴
兵庫県生まれ。東京女子大学文理学部英米文学科卒業、東京大学大学院人文科学研究科修士課程修了。1993年、「ロビン・フッド伝説」で東京大学文学博士。1967年、東京都立大学人文学部専任講師、のちに助教授、教授。2004年、名誉教授。

## 著書
- 『ロビン・フッド伝説』（研究社出版） 1988.6
- 『シェイクスピアの織物』（研究社出版） 1992.9
- 『ロビン・フッド物語』（岩波新書) 1998.6

## 翻訳
- 『英国紳士の奥方』（ダグラス・サザランド、秀文インターナショナル） 1981.9
- 『エリザベス朝のグロテスク シェイクスピア劇の土壌』（ニール・ローズ、平凡社、叢書演劇と見世物の文化史） 1989.7
- 『ハードウィック館のベス シェイクスピア時代のある女性像』（デイヴィッド・デュラント、松柏社） 2004